# TVH
TVH Group (voorheen TVH Thermote & Vanhalst) is een Belgische onderneming die internationaal actief is op de markt van vorkheftrucks, hoogtewerkers, landbouwtractoren, kleine grondverzetmachines en industriële voertuigen. Er zijn 81 filialen, verspreid over gans de wereld. De hoofdzetel staat langs de E17 in het West-Vlaamse Waregem en er is een regionaal hoofdkantoor in Olathe (Kansas) in de Verenigde Staten. De onderneming met zo'n 6700 werknemers heeft een omzet van 1,7 miljard euro.

## Geschiedenis
TVH is een familiebedrijf dat in 1969 in Gullegem werd opgericht door Paul Thermote & Paul Vanhalst, beiden afstammelingen van een landbouwfamilie. Het bedrijf wordt momenteel geleid door de tweede generatie.
Aanvankelijk concentreerde het bedrijf zich op de aankoop, herstelling en verkoop van landbouwmachines en voormalige militaire heftrucks. De eerste jaren was het werkterrein voor de aankoop van gebruikte heftrucks vooral gericht op België en de omliggende landen. De Europese markt werd echter al snel te klein en als gevolg daarvan verplaatste het bedrijf een deel van zijn focus naar Japan. Daar werden duizenden gebruikte heftrucks aangekocht, waarna ze in heel Europa werden gerepareerd en verkocht. Hieruit ontstond de vraag naar onderdelen voor de reparaties, die later uitgroeide tot de hoofdactiviteit van de groep: de verkoop van onderdelen voor vorkheftrucks.
De groep kende een sterke groei van zowel de omzet als het personeelsbestand. Het bedrijf groeide van 96 medewerkers in 1989 naar meer dan 400 medewerkers aan het eind van de jaren 90, tot meer dan 6700 medewerkers aan het begin van 2019. 
In 2021 werd de groep opgesplitst in TVH Parts, TVH Equipment en Mateco. De familie Thermote heeft 60% van de TVH Parts aandelen in handen, de andere 40% werd verkocht aan D'Ieteren (bedrijf). 

## Activiteiten
Het bedrijf is actief in meer dan 170 landen wereldwijd. Naast het hoofdkantoor in Waregem heeft TVH een regionaal hoofdkantoor voor Amerika in Olathe (Kansas) (TVH Parts Co.).
TVH is onderverdeeld in twee bedrijfsdivisies: Parts & Accessories (Onderdelen & Toebehoren) en Equipment (Uitrusting). Equipment heeft vier activiteiten: Sale, Rental, Service en Trade. De Sale-afdeling is verantwoordelijk voor de verkoop van gebruikte heftrucks en hoogwerkers, op wereldwijde schaal. De Rental divisie verhuurt voornamelijk heftrucks en hoogwerkers, in België, Nederland, Luxemburg, Duitsland, Polen, Tsjechië en Hongarije. De afdeling Service behandelt het onderhoud en de herstelling van onder meer heftrucks, hoogwerkers en verreikers. De Service & Repair Divisie is een service die TVH alleen in België aanbiedt. De Divisie Onderdelen & Accessoires en de Divisie Apparatuur zijn beide actief op de vijf continenten met eigen vestigingen en een lokale voorraad in de belangrijkste regio's. Daarnaast beschikt TVH ook over een opleidingscentrum voor chauffeurs en technische opleidingen. De divisie Onderdelen van TVH beschikt over een database van 46.000.000 artikelnummers, waarvan ruim 680.000 referenties op voorraad zijn. Het typische kenmerk van het bedrijf is dat het niet merkspecifiek is, maar onderdelen aanbiedt voor alle merken.
Eind 2020 besliste TVH Group dat het bedrijf opgesplitst wordt en dat de twee business units als aparte bedrijven verder gaan.